# Campeonato Mundial de Halterofilismo de 2011 - Até 48 kg feminino
A categoria até 48 kg feminino foi um evento do Campeonato Mundial de Halterofilismo de 2011, disputado na Disneyland Resort Paris, em Paris, na França, no dia 5 de novembro de 2011. 

## Calendário
Horário local (UTC+1)
| Dia           | Horário | Fase    |
| ------------- | ------- | ------- |
| 5 de novembro | 10:00   | Grupo C |
| 5 de novembro | 12:00   | Grupo B |
| 5 de novembro | 17:00   | Grupo A |

## Medalhistas
| Evento    | Ouro            | Ouro   | Prata                | Prata  | Bronze                  | Bronze |
| --------- | --------------- | ------ | -------------------- | ------ | ----------------------- | ------ |
| Arranque  | Tian Yuan (CHN) | 90 kg  | Genny Pagliaro (ITA) | 83 kg  | Marzena Karpińska (POL) | 82 kg  |
| Arremesso | Tian Yuan (CHN) | 117 kg | Panida Khamsri (THA) | 107 kg | Nurdan Karagöz (TUR)    | 103 kg |
| Total     | Tian Yuan (CHN) | 207 kg | Panida Khamsri (THA) | 187 kg | Nurdan Karagöz (TUR)    | 183 kg |

## Recordes
Antes desta competição, o recorde mundial da prova era o seguinte:
| Recorde         | Tipo      | Atleta           | Peso   | Local         | Data                 |
| Recorde Mundial | Arranque  | Yang Lian (CHN)  | 98 kg  | Santo Domingo | 1 de outubro de 2006 |
| Recorde Mundial | Arremesso | Chen Xiexi (CHN) | 120 kg | Tai'an        | 21 de abril de 2007  |
| Recorde Mundial | Total     | Yang Lian (CHN)  | 217 kg | Santo Domingo | 1 de outubro de 2006 |

## Resultado
Os resultados foram os seguintes. 
| Pos.              | Atleta                         | Grupo | Peso  | Arranque (kg) | Arranque (kg) | Arranque (kg) | Arranque (kg)     | Arremesso (kg) | Arremesso (kg) | Arremesso (kg) | Arremesso (kg)    | Total |
| Pos.              | Atleta                         | Grupo | Peso  | 1             | 2             | 3             | Resultado         | 1              | 2              | 3              | Resultado         | Total |
| ----------------- | ------------------------------ | ----- | ----- | ------------- | ------------- | ------------- | ----------------- | -------------- | -------------- | -------------- | ----------------- | ----- |
| Medalha de ouro   | Tian Yuan (CHN)                | A     | 47.76 | 85            | 87            | 90            | Medalha de ouro   | 111            | 115            | 117            | Medalha de ouro   | 207   |
| Medalha de prata  | Panida Khamsri (THA)           | A     | 47.59 | 80            | 80            | 85            | 6                 | 103            | 104            | 107            | Medalha de prata  | 187   |
| Medalha de bronze | Nurdan Karagöz (TUR)           | A     | 46.91 | 76            | 80            | 83            | 4                 | 101            | 103            | 103            | Medalha de bronze | 183   |
| 4                 | Wipada Sirimongkhon (THA)      | A     | 47.48 | 80            | 80            | 84            | 5                 | 101            | 101            | 103            | 4                 | 183   |
| 5                 | Marzena Karpińska (POL)        | A     | 47.69 | 82            | 84            | 84            | Medalha de bronze | 98             | 101            | 103            | 5                 | 183   |
| 6                 | Ngangbam Soniya Chanu (IND)    | A     | 47.52 | 72            | 74            | 75            | 7                 | 93             | 96             | 100            | 7                 | 171   |
| 7                 | Silviya Angelova (AZE)         | A     | 47.96 | 75            | 78            | 78            | 8                 | 95             | 97             | 97             | 9                 | 170   |
| 8                 | Betsi Rivas (VEN)              | B     | 47.84 | 68            | 68            | 70            | 14                | 90             | 95             | 97             | 6                 | 167   |
| 9                 | Lely Burgos (PUR)              | C     | 47.40 | 70            | 70            | 72            | 13                | 92             | 92             | 95             | 8                 | 165   |
| 10                | Estefanía Juan (ESP)           | B     | 47.60 | 67            | 70            | 73            | 9                 | 87             | 90             | 90             | 10                | 163   |
| 11                | Khumukcham Sanjita Chanu (IND) | B     | 47.61 | 68            | 71            | 71            | 11                | 90             | 93             | 93             | 11                | 161   |
| 12                | Masitoh (INA)                  | B     | 47.16 | 67            | 71            | 71            | 10                | 87             | 92             | 92             | 13                | 158   |
| 13                | Mélanie Bardis (FRA)           | B     | 47.90 | 68            | 71            | 73            | 12                | 87             | 90             | 90             | 14                | 158   |
| 14                | Anaïs Michel (FRA)             | B     | 47.63 | 65            | 68            | 68            | 19                | 83             | 86             | 88             | 12                | 153   |
| 15                | Carolanni Reyes (DOM)          | B     | 47.98 | 68            | 70            | 71            | 17                | 80             | 85             | 90             | 17                | 153   |
| 16                | Georgina Silvestre (DOM)       | B     | 46.24 | 66            | 67            | 69            | 15                | 79             | 82             | 85             | 19                | 151   |
| 17                | Giovanna D'Alessandro (ITA)    | C     | 44.33 | 62            | 65            | 66            | 18                | 80             | 84             | 86             | 18                | 150   |
| 18                | Génesis Murcia (ESA)           | C     | 46.96 | 65            | 68            | 70            | 16                | 80             | 84             | 84             | 21                | 148   |
| 19                | Aline Campeiro (BRA)           | C     | 47.96 | 62            | 62            | 66            | 22                | 78             | 83             | 86             | 15                | 148   |
| 20                | Jo Calvino (GBR)               | C     | 47.95 | 62            | 64            | 64            | 21                | 83             | 85             | 87             | 16                | 147   |
| 21                | Vivian Lee (AUS)               | C     | 47.20 | 62            | 62            | 66            | 20                | 82             | 87             | 87             | 20                | 144   |
| 22                | Kulsoom Abdullah (PAK)         | C     | 47.80 | 37            | 37            | 40            | 24                | 48             | 52             | 55             | 23                | 92    |
| —                 | Genny Pagliaro (ITA)           | A     | 47.94 | 80            | 83            | 85            | Medalha de prata  | 100            | 100            | 100            | —                 | —     |
| —                 | Hannah Powell (GBR)            | C     | 43.70 | 57            | 60            | 60            | 23                | 77             | 77             | 77             | —                 | —     |
| —                 | Fiorela Ramírez (PER)          | C     | 47.46 | 58            | 58            | 58            | —                 | 70             | 75             | 80             | 22                | —     |
| —                 | Cristina Iovu (MDA)            | A     | 47.89 | 83            | —             | —             | —                 | —              | —              | —              | —                 | —     |
| DSQ               | Shqiponja Brahja (ALB)         | B     | 48.00 | 75            | 76            | 80            | —                 | 90             | 96             | 96             | —                 | —     |